# حديقة أسباير

حديقة أسباير

حَديقة أسباير هي حديقةٌ تقعُ في أسباير زون، في المنطقة الجنوبية من بايا في الدوحة، قطر. تبلغ مساحتها 88 هكتارًا وهي أكبر حديقة في الدوحة. وهيَ مكانٌ للتنزه والنزهات معَ الأسرة في الهواء الطلق أثناء إطلالة على برج أسباير، خاصة في الليل. تحتوي الحديقة على ميزات مُختلفة مثل النوافير وملاعب الأطفال وميزات أخرى. تمتلكُ البحيرة الوحيدة في قطر، وهضبة صغيرة، ومقهى حيثُ يُمكن شراء أنواع مختلفة من المشروبات وأنواع مُختلفة من الأشجار النادرة والعادية. يقعُ بالقرب من الحديقة بُرج أسباير، وهو فندقٌ حديثٌ يبلغ طوله 300 متر، والذي كان بمثابة شعلة عملاقة لدورة دورة الألعاب الآسيوية 2006. في 23 مارس 2020، أغلقت وزارة التجارة والصناعة حديقة أسباير، وكُل الحدائق الأخرى، بسبب تفشي مرض كوفيد-19 حتى إشعار آخر.ثم تم انهاء الاغلاق للحديقة  بعد عامين تقريبا وتحتوي الحديقة على بحيرة فيها بط يعوم واسماك صغيرة ومتوسطة و يقوم الزوار باطعامها  كما تم اضافة مدينة العاب كبيرة للاطفال تسمى KIDZANIAاضافة الى العديد من المطاعم والمقاهي مثل ستاربكس 2:6 كوفي و شوغر اند سبايس وبرجري وكوب اند جو  وغيرها 
يوجد عدة مسارات مخصصة للمشي ممهدة بمادة لينة اضافة الى الكثير من الكراسي لغرض راحة الزاور الدخول للحديقة مجانا على مدار العام وكذلك مواقف السيارات الخارجية مجانا وتفي الغرض على مدار العام 
الحديقة تتوسط مولين كبيرين الاول يسمى فيلاجيو والثاني حياة بلازا اضافة الى فندقين على الطرفين ايضا الاول كان يسمى موفنبك وتغير اسمه لاحقا الى العزيزية بوتيك هوتيل و الثاني يسمى فندق الشعلة وهو اعلى مبنى في قطر 
تم اضافة ممر مشاة معلق ليوصل الحديقة بشارع معيذر التجاري على الطرف الثالث من الحديقة 
الحديقة تضم ايضا مرتفعات ومنخفضات صناعية بطريقة جميلة اضافة الى النوافير ومكان لتأجير الدراجات الهوائية والالعاب للاطفال 

## المنشآت الفنية
يُوجدُ في الحديقة مَنحُوتة بيرسيفال للفنَّانة البريطانيَّة سارة لوكاس وهو تمثالٌ برونزيٌ بالحجم الطبيعي لِحصان شاير يسحب عربة مع اثنين من القرع، كبيرُ الحجم مُثبت في حديقة أسباير. يَعكس موضوع ولع سارة لوكاس بإعادة فحص الأشياء اليومية في سياقاتٍ غير عاديَّة.

## معرض الصور

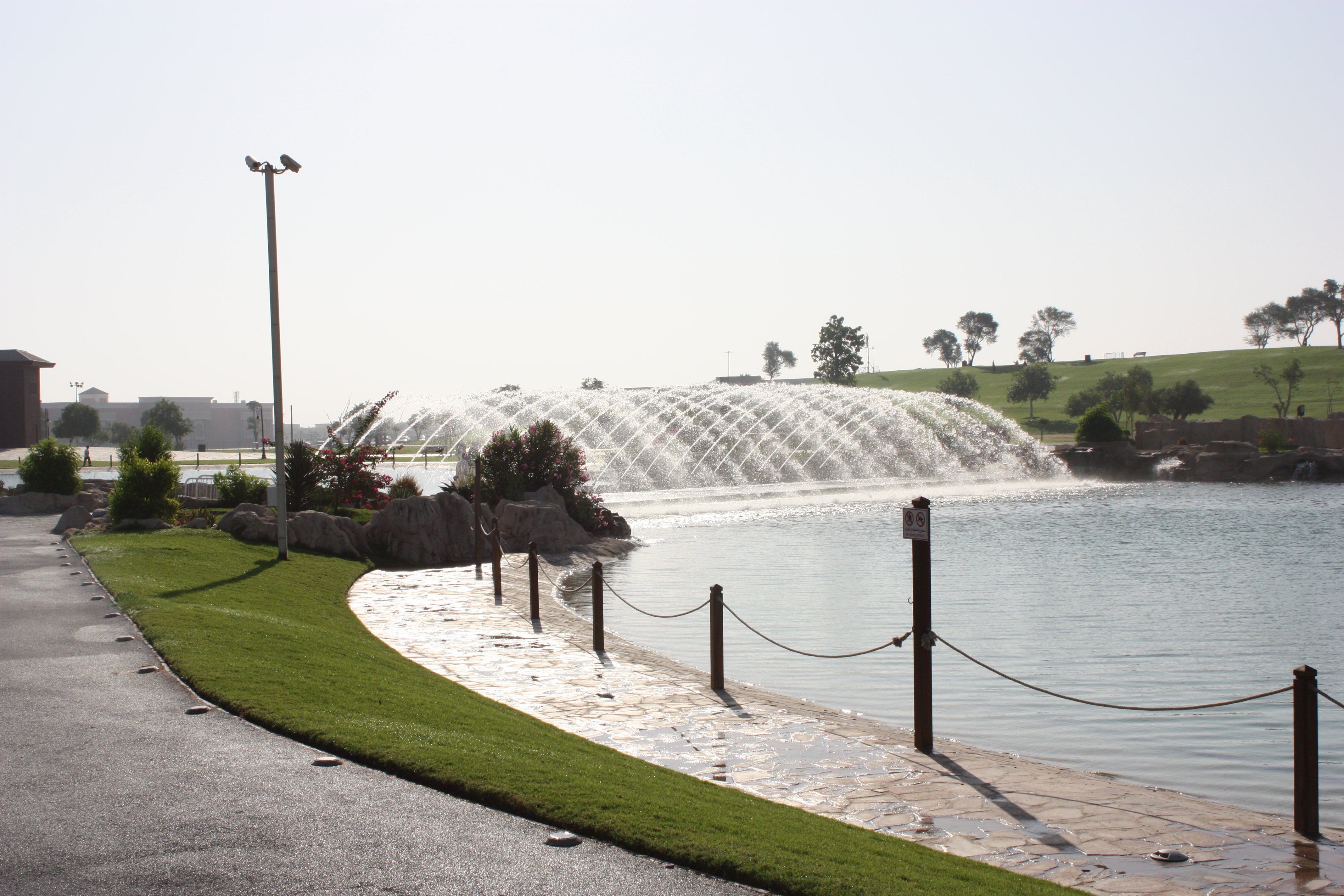
نافُورة في حديقة أسباير.
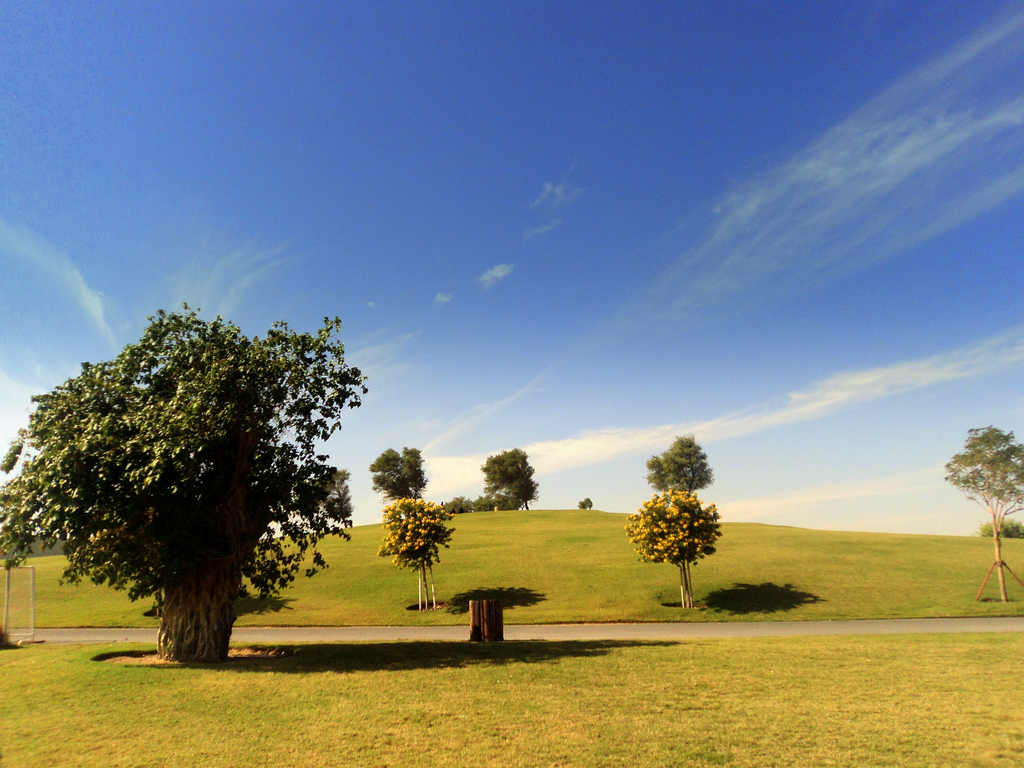
أشجار في حديقة أسباير، مع وُجُود التل كخلفيَّة لها.

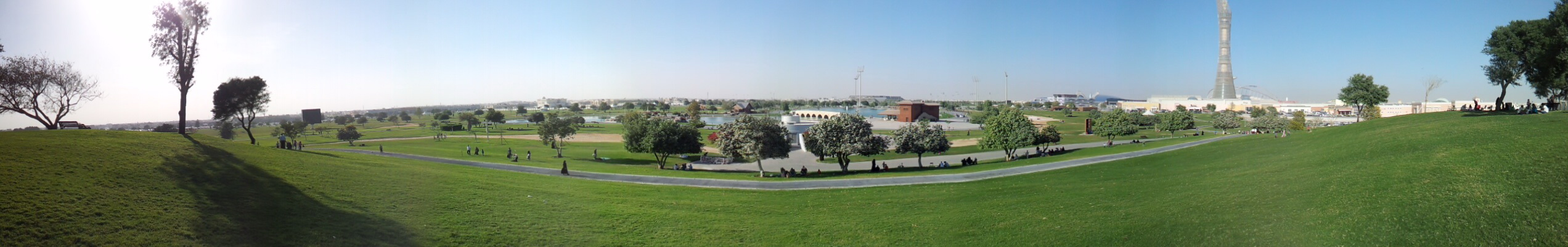
منظرٌ بانوراميٌ لحديقة أسباير.